# Iglesia de San Francisco (Chiu Chiu)

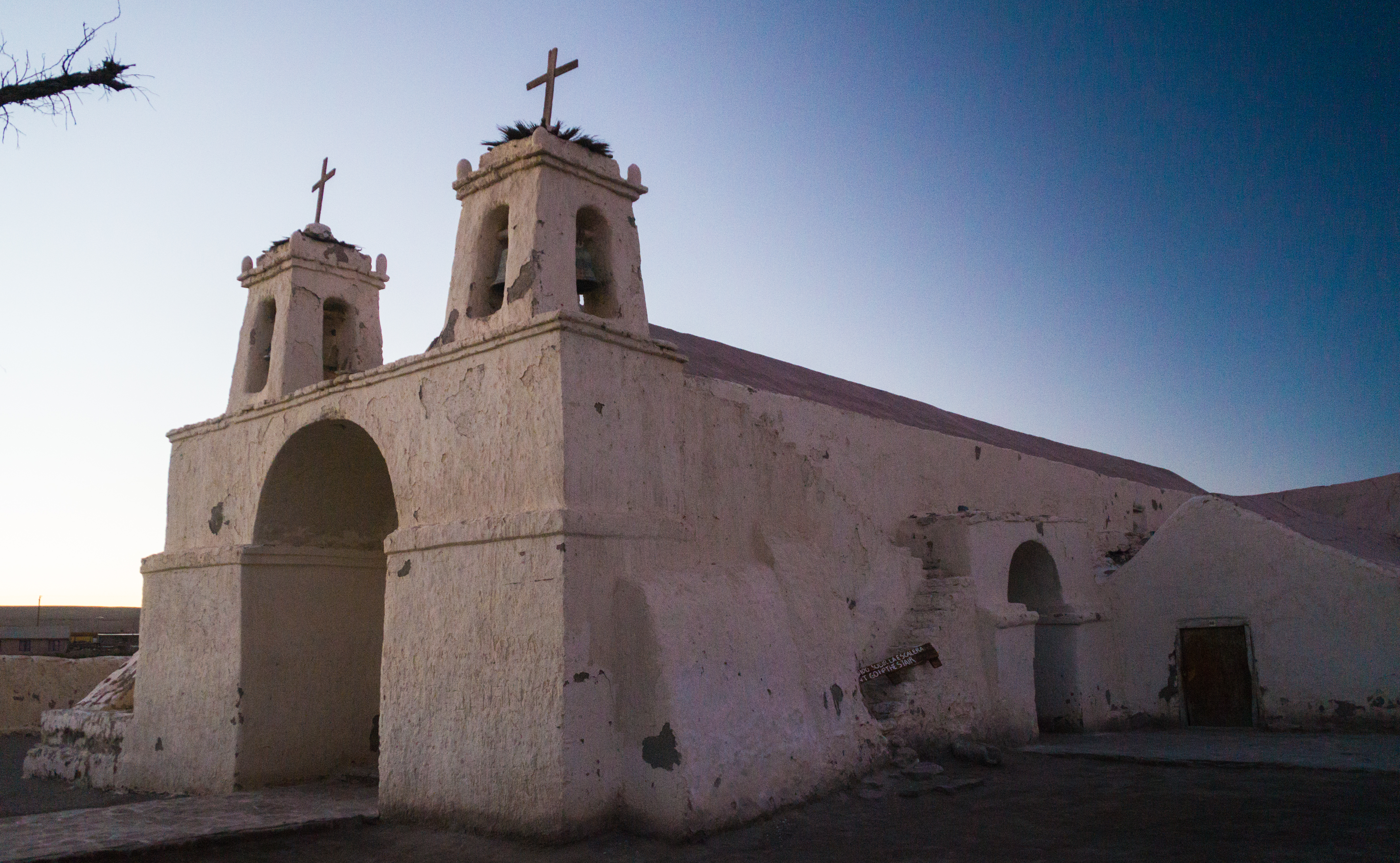
La iglesia fotografiada al atardecer.

La Iglesia de San Francisco es un templo católico ubicado en la comuna de Calama, Provincia de El Loa, Región de Antofagasta, Chile. Construida aproximadamente a mediados del siglo XVI, es la iglesia más antigua de todo el país. Fue declarado monumento nacional, bajo la categoría Monumento Histórico, mediante el Decreto Supremo n.º 5058, del 6 de julio de 1951.

## Historia
La Iglesia de San Francisco de Chiu Chiu fue construida a mediados del siglo XVII, en el departamento de El Loa, Provincia de Antofagasta. Se encuentra al costado de la plaza de Chiu Chiu. En el año 1965, la Dirección de Arquitectura del Ministerio de Obras Públicas de Chile llevó a cabo una restauración en ella, la cual tuvo como resultado la sustitución de un campanario de madera por dos de piedra en la fachada principal. El primero, a su vez, había sido un reemplazo para los originales, que se derrumbaron en el siglo XIX.

## Descripción
La planta de la edificación es de tipo cruz latina. Las dimensiones de la nave son: 27 de metros de largo por 5 de ancho. Los muros están fabricados con adobe y tiene un grosor de 1,2 metros. El techo, de una armadura construida a base de chañar, algarrobo y cactus, fue asentado con cuero y no clavos, y recubierto con una capa espesa de barro y paja.
Una honda bóveda es el acceso central, mientras el ensanchado del muro exterior es escalonado y permite alcanzar los campanarios y divisar la capa de barro que cubre el techo.
La iglesia se localiza en un lugar amurallado en el que se encuentran tumbas. Al interior de la misma hay un Cristo crucificado que se saca durante las procesiones y una cuadro que presenta a un Cristo maltratado.